# Новосельський Богдан Федорович
Новосельський Богдан Федорович (нар. 2 січня 1956, Городенка) — український художник по металу; переможець багатьох Всеукраїнських, Міжнародних та Всесвітніх виставок, конкурсів і фестивалів, Член правління спілки майстрів ковальського мистецтва, Член-кореспондент Української Академії Архітектури, Заслужений художник України, Лицар ордену Святого Сильвестра від Папи Римського Бенедикта XVI, що свідчить про визнання компанії на міжнародному рівні.

## Життєпис
Народився 2 січня 1956 року в місті Городенка (Коломийський район, Івано-Франківська область).

### Освіта
- У 1972 році закінчив Городенківську школу № 2. Цього ж року вступив до Вижницького училища прикладного мистецтва.
- У 1975 році був нагороджений ЦК ВЛКСМ медаллю за відмінне навчання.
- 1976 рік — захищає диплом та отримує кваліфікацію художника-майстра. Керівник композиції Сахро С. В.
- Згодом закінчує Чернівецький національний Університет за спеціальністю «Декоративно-прикладне мистецтво» спеціалізація «Художнє ковальство».

## Діяльність
- 1976—1978 рр. — служба в збройних силах Радянського Союзу.
- 1978 р. — працює в обласній рекламі міста Тернополя.
- З 1986 р. — художник — коваль Тернопільського художньо-виробничого комбінату при Спілці Художників УРСР.
- 1988 р. — отримує творчу категорію.
- 1990 р. — прийнятий в члени об'єднання молодих художників УРСР.
- 1997 р. — дипломант Міжнародного конкурсу художників-ковалів.
- 2005 р. — член-кореспондент Української Академії Архітектури.

Сьогодні очолює підприємство «Ковальські Майстерні» Богдана Новосельського.
За 20 років виховав більше сотні фахівців.
Переможець регіональних Всеукраїнських міжнародних та Всесвітніх виставок, фестивалів, конкурсів художників ковалів.

## Відзнаки та нагороди
- 1990 р. — лауреат V Всесоюзного фестивалю художників-ковалів.
- 1991 р. — перше місце II Всесоюзного конкурсу ковалів.
- 2005 р. — титул «Найкращий підприємець року».
- 2005 р. — диплом II ступеня Академії Архітектури України.
- 2006 р. — почесний громадянин міста Городенка.
- 2008 р. — диплом Академії Архітектури України.
- 2008 р. — лицарський хрест ордена Святого Сильвестра від Папи Римського Бенедикта XVI (Ватикан, 4 липня 2007)[1][2].
- 2009 р. — почесна відзнака «За розвиток регіону».
- 2009 р. — Заслужений художник України[3].
- 2010 р. — ювілейна медаль «Асоціації міст України».